# Drlupa, Kraljevo
Drlupa (izvirno srbsko Дрлупа) je naselje v Srbiji, ki upravno spada pod Občino Kraljevo; slednja pa je del Raškega upravnega okraja.

## Demografija
V naselju živi 121 polnoletnih prebivalcev, pri čemer je njihova povprečna starost 45,1 let (42,2 pri moških in 48,0 pri ženskah). Naselje ima 47 gospodinjstev, pri čemer je povprečno število članov na gospodinjstvo 3,04.
To naselje je, glede na rezultate popisa iz leta 2002, večinoma srbsko, a v času zadnjih treh popisov je opazno zmanjšanje števila prebivalcev.
|  |

| Demografija | Demografija     | Demografija     |
| Leto        | Št. prebivalcev | Št. prebivalcev |
| ----------- | --------------- | --------------- |
|             |                 |                 |
|             |                 |                 |
|             |                 |                 |
|             |                 |                 |
| 1948        | 334             |                 |
| 1953        | 349             |                 |
| 1961        | 319             |                 |
| 1971        | 262             |                 |
| 1981        | 200             |                 |
| 1991        | 171             | 171             |
| 2002        | 143             | 143             |
|             |                 |                 |

| Etnična sestava po popisu iz leta 2002 | Etnična sestava po popisu iz leta 2002 | Etnična sestava po popisu iz leta 2002 | Etnična sestava po popisu iz leta 2002 | Etnična sestava po popisu iz leta 2002 |
| -------------------------------------- | -------------------------------------- | -------------------------------------- | -------------------------------------- | -------------------------------------- |
| Srbi                                   | Srbi                                   |                                        | 138                                    | 96,50%                                 |
| Jugoslovani                            | Jugoslovani                            |                                        | 2                                      | 1,39%                                  |
| Neznano                                | Neznano                                |                                        | 3                                      | 2,09%                                  |